# Omnia sol temperat
Omnia sol temperat (in italiano Tutto riscalda il sole) è un poema goliardico latino medievale, il carme numero 136 della raccolta nota come Carmina Burana.

## Testo e traduzione
Purus et subtilis

Novo mundo reserat

Faciem Aprilis

Ad amorem properat

Animus herilis

Et iocundis imperat

Deus puerilis

Rerum tanta novitas

In solemni vere

Et veris auctoritas

Jubet nos gaudere

Vias prebet solitas

Et in tuo vere

Fides est et probitas

Tuum retinere

Ama me fideliter

Fidem meam nota

De corde totaliter

Et ex mente tota

Sum presentialiter

Absens in remota

Quisquis amat taliter

Volvitur in rota»
Puro e delicato

Nuovamente svela al mondo

Il volto dell’Aprile

Aspira all’amore

L’animo di un uomo

E con gioia comanda

Il dio fanciullo

(C’è) una grande rinascita delle cose

Nella festività solenne della Primavera

E l’autorevolezza della Primavera

Ci invita a gioire

Mostra strade ben note

E nella tua giovinezza

C’è onestà e giustizia

Nel considerare tuo ciò che ritieni esserlo

Amami con fedeltà

Osserva la mia fedeltà

Con tutto il cuore

E con tutta la mente

Io sono presente

Anche quando assente

Chiunque ami in questo modo

Viene trascinato nella ruota della vita.»
()

## Carmina Burana di Carl Orff
Brano celebre per essere stato musicato nel 1935/36 dal compositore tedesco Carl Orff come parte dei suoi Carmina Burana che debuttarono all'Opera di Francoforte l'8 giugno 1937. All'interno dei Carmina Burana di Orff, questa canzone è il secondo movimento nella sezione 2, Primo vere (In primavera)